# Młodzianowo (osada leśna w powiecie makowskim)
Młodzianowo – osada leśna w Polsce, położona w województwie mazowieckim, w powiecie makowskim, w gminie Płoniawy-Bramura.
W latach 1975–1998 miejscowość należała administracyjnie do województwa ostrołęckiego.